# Kanał Limski
Kanał Limski (właściwie Zalew Limski) – obiekt geograficzny znajdujący się na zachodnim wybrzeżu Istrii w Chorwacji, w pobliżu miast Rovinj i Vrsar, na południe od miasta Poreč. Nazwa pochodzi od łacińskiego limes „granica”, ponieważ ta formacja rozgraniczała dwie prowincje starożytnego Rzymu: Dalmację i Italię.

## Geografia
Dolina Limska (Limska draga lub Limska dolina) to 35 – kilometrowa dolina utworzona przez rzekę Pazinčica, która obecnie uchodzi ponorem do Pazinskiej Jamy. Dolina przekształca się w długi na 10 km zalew (Limski zaljev), zwany kanałem ze względu na jego niewielką szerokość. Kanał Limski bywa błędnie określany jako fiord, jednakże stanowi przykład wybrzeża riasowego, ponieważ powstał poprzez zalanie dawnej doliny rzecznej wskutek podniesienia poziomu morza.

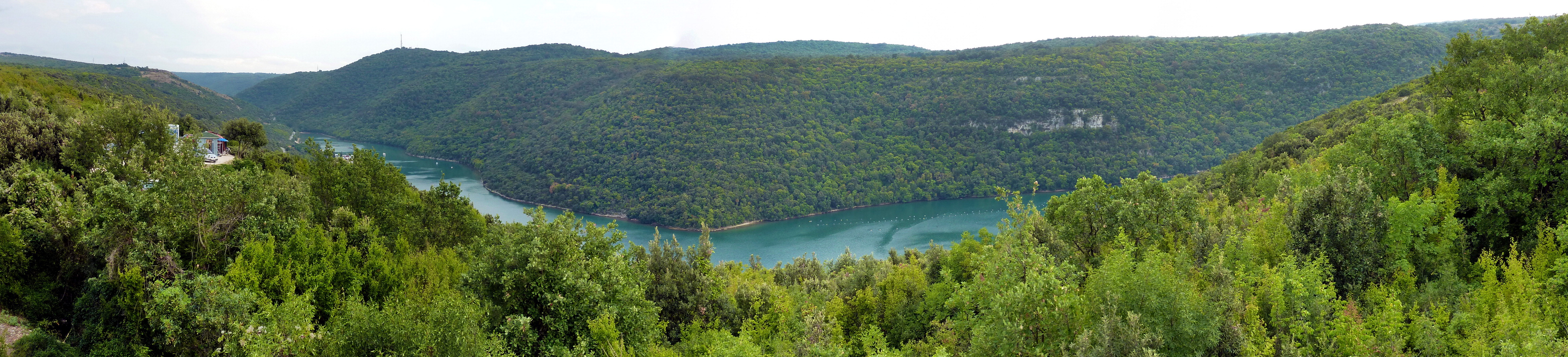
Widok Kanału Limskiego z tarasu widokowego

Ściany Kanału Limskiego wznoszą się na wysokość od 20 m (przy ujściu do morza Adriatyckiego) do 150 m (na wschodnim krańcu). Są one porośnięte makią o specyficznych cechach: południowe wybrzeże pokrywają drzewa liściaste (dąb i jesion), podczas gdy północny brzeg, mocniej nasłoneczniony, obfituje w roślinność wiecznie zieloną. Zalew jest bogaty w ryby i wysokiej jakości ostrygi i małże; z powodu szczególnych cech wody morskiej w kanale (mniejsza zawartość soli, wysokie stężenie tlenu rozpuszczonego) morska flora i fauna są w nim szczególnie dobrze rozwinięte.
Kanał jest miejscem żerowania i zimowania dla wielu gatunków ryb; ze względu na powyższe ma status rezerwatu przyrody. Mieszkańcy hodują w nim ryby i ostrygi.

## W kulturze popularnej
W Kanale Limskim realizowano kilka filmów fabularnych, m.in.
- Wikingowie (reż. Richard Fleischer, w rolach głównych Kirk Douglas i Tony Curtis) – w 1959 roku[1].
- Długie łodzie wikingów (reż. Jack Cardiff, w rolach głównych Richard Widmark i Sidney Poitier) – w 1964 roku.